# Ishikawa Hiroto
Ishikawa Hiroto (石川 啓人 Ishikawa Hiroto, sinh ngày 16 tháng 7 năm 1998) là một cầu thủ bóng đá người Nhật Bản. Anh thi đấu cho Sagan Tosu.

## Sự nghiệp
Ishikawa Hiroto gia nhập câu lạc bộ tại J1 League Sagan Tosu năm 2016.